# بطولة تونس للكرة الطائرة للرجال 2007-2008
بطولة تونس للكرة الطائرة للرجال 2007-2008 هو الموسم رقم 53 من بطولة تونس للكرة الطائرة للرجال.

فاز بهذا الموسم الترجي الرياضي التونسي.

## روابط خارجية
- الموقع الرسمي للجامعة التونسية للكرة الطائرة.